# 兰屿角鸮
蘭嶼角鴞( botelensis)為一領域性鳥類，由於角鴞類的嘴喙無法啄鑿出樹洞，主要是利用樹木自然腐朽行成的樹洞或是其他動物製造的洞作為巢穴，偶爾也可在人工建築如排水孔、馬桶水箱發現蹤跡。主要食物來源為螽蟴、蛾、馬陸等無脊椎動物，但也偶見捕食壁虎、蜥蜴甚至綠繡眼等小型脊椎動物。:3

## 分布
兰屿角鸮主要分布在兰屿岛，据台湾中央研究院的研究，在蘭嶼數量估計約1000隻左右，未來可能持續下降。另外有少量分布在菲律宾和琉球群岛。兰屿角鸮在台湾兰屿岛是当地的留鸟，是否也会迁徙到其他地区、其他岛屿间是否也有迁徙还不得而知，地理的隔离使兰屿角鸮形成四个亚种。
蘭嶼角鴞普遍分布受限於天然樹洞的分布，棲息的樹洞大多數為樹的胸高直徑（diameter at breast height, dbh）超過38公分的大樹，不同的樹木類型能提供給蘭嶼角鴞繁殖的樹洞數量並不相同，以往的觀察發現番龍眼（Pometia pinnata）較其他樹種易形成樹洞，因此番龍眼森林中的蘭嶼角鴞族群密度也較高。:7

## 分类
兰屿角鸮分为四个亚种：
1. O. e. botelensis Kuroda, 1928 分布於蘭嶼
2. O. e. calayensis McGregor, 1904 分布於巴丹群島
3. O. e. elegans (Cassin（英语：John Cassin）, 1852) 分布於琉球群島
4. O. e. interpositus Kuroda, 1923 分布於琉球群島的大東群島

## 外形特徵
蘭嶼角鴞體形較小，體長约22公分，個體之間外觀的體色略有差異。典型者為褐色帶有暗褐色及灰黃色斑紋，有些則偏赤色，或呈明顯的紅褐色。頭頂有角羽，警戒時會豎起。眼睛虹膜黃色，嘴喙呈橄欖灰色，胸及腹部黃褐色有黑褐色橫斑。翼面呈暗褐色，肩羽下有一列白色斑點，腳密布羽毛，腳爪呈橄欖灰色。蘭嶼角鴞的叫聲很有特點，雌雄的叫聲差異明顯，透過這些叫聲在黑暗的生活中交流。

## 习性
兰屿角鸮生活在雨林之中，是夜行性猛禽。它们的食物以昆虫为主，兰屿岛上大量的蟋蟀若虫和蜈蚣是他们常吃的食物，吃食时经常用一只脚抓握，往嘴里送的同时闭上双眼，样子很陶醉。白天时，它们常站在树桩上睡觉。1985年前，国外的研究者曾经描述兰屿角鸮吃啮齒类。但据中央研究院多年来的研究，由于兰屿岛上的啮齿类体形较大，它们并不吃哺乳类，只是有时吃绿繡眼。由于不吃哺乳类，它们很少吐唾余，对于它们的食性多通过粪便研究。
兰屿角鸮以树洞为巢，是单配制，雌鸟产卵后负责孵化，从孕育到孵化期结束，雄鸟都要外出觅食给雌鸟补充体力。兰屿角鸮每窝产卵约2~3个，蛋的形状较圆，体积比乒乓球略小。

## 研究历史
1928年日本鸟类学家黑田长礼在兰屿发现这种动物，当时认为是角鴞（Otus scops）的一个亚种。1974年，美国的喬·T·馬歇爾博士（Joe Truesdell Marshall）依据它特殊的叫声，把它重新將本種歸類為優雅角鴞（Otus elegans）下的地區亞種。由于1980年代前对兰屿地区的调查多限于环岛的公路沿线，很难深入雨林，所以人们能见到兰屿角鸮的机会很少，对它的了解就更少，國際自然資源保育聯盟把蘭嶼角鴞納入世界瀕臨絕種鳥類紅皮書中，属于濒危物种。
1985年，由台湾行政院农委会资助，中央研究院动物研究所的刘小如博士开始对兰屿角鸮进行全面的研究。他们通过环志标记、定点观察等长达17年的研究，对这个物种有了详细的了解。由于菲律賓連年內亂、社会不安定，研究工作难以开展，所以对巴丹群島為地區的兰屿角鸮知之甚少。目前，仍有每月二至三人次参与兰屿角鸮的调查，并有计划把调查延伸為包括琉球、菲律賓在內的東南亞群島角鴞亞種的調查。

## 保护
兰屿角鸮的保护级别：
- IUCN濒危等级：近危 生效年代： 2005年
- 在台湾受文化資產保存法及野生動物保育法保護的物种。

兰屿岛的原住民是達悟人，他们祖祖辈辈以捕鱼为生，没有捕食鸟类的习惯，这给兰屿角鸮带来了宽松的环境。
自然状况下，兰屿角鸮少有天敌，但它们在离巢前容易受到蛇的威胁。由於蘭嶼島上並沒有會主動挖掘樹洞的動物存在，必須仰昆蟲、真菌等方式促成樹枝自然腐朽，因此樹洞形成的速度較為緩慢。天候因素如颱風和地震造成的破壞，直接會導致可利用天然樹洞的減少或消失，往往對於繁衍形成不利的影響，成為族群數量成長的限制因子。近二十年来，随着兰屿岛的开发，兰屿角鸮的栖息地也受到了威胁，原始森林的砍伐和经济作物的种植都对牠们产生了不利的影响。公路的开通也使有些兰屿角鸮葬身轮下。

## 外部連結
- 夜探蘭嶼角鴞视频[]
- 蘭嶼角鴞-Totoo （页面存档备份，存于）